# Збірна Бразилії з баскетболу
Збірна Бразилії з баскетболу (порт. Confederação Brasileira de Basketball) — національна баскетбольна команда Бразилії, якою керує Федерація баскетболу Бразилії. Члени ФІБА з 1935 року.
Переможці чемпіонату світу з баскетболу 1959 та 1963 років.

## Історія
Баскетбол у Бразилії зародився ще у 1896 році. У 1912 році провели перший чемпіонат в країні, а у 1922 році збірна провела матчі проти Аргентини та Уругваю.
У 1936 році збірна Бразилії дебютувала на Олімпійських іграх, поступившись збірній Польщі з рахунком 25:33 та вибула з подальшої боротьби. У 1948 році південноамериканці здобули вперше бронзові нагороди Олімпійських ігр.
Після срібних нагород на домашньому чемпіонаті світу 1954 року, в двох наступних турнірах бразильці здобули двічі поспіль золото. Також ще двічі здобули бронзові нагороди на Олімпійських іграх 1960 та 1964 років. Останній значний успіх збірної був на чемпіонаті світу 1978 року, де південноамериканці в матчі за третє місце переграли італійців 86:85.
Бразилія є постійним учасником чемпіонатів світу та Олімпійських ігр але посідає підсумкові місця здебільшого в другій десятці, так у 2019 році вони фінішували на 13-му місці, а в 2023 році піднялись на дві сходинки вище. На Олімпійських іграх 2024 у Парижі південноамериканці посіли сьоме мсіце серед дванадцяти учасників.

## Досягнення
FIBA Чемпіонат світу:
- Золоті медалі (2): 1959, 1963
- Срібні медалі (2): 1954, 1970
- Бронзові медалі (2): 1967, 1978

Літні Олімпійські ігри:
- Бронзові медалі (3): 1948, 1960, 1964

Чемпіонат Америки з баскетболу:
- Золоті медалі (3): 1984, 2005, 2009
- Срібні медалі (3): 1988, 2001, 2011
- Бронзові медалі (4): 1989, 1992, 1995, 1997

Чемпіонат Південної Америки:
- Золоті медалі (18): 1939, 1945, 1958, 1960, 1961, 1963, 1968, 1971, 1973, 1977, 1983, 1985, 1989, 1993, 1999, 2003, 2006, 2010
- Срібні медалі (13): 1935, 1947, 1949, 1953, 1966, 1969, 1976, 1979, 1981, 1991, 2001, 2004, 2016
- Бронзові медалі (8): 1930, 1934, 1937, 1940, 1955, 1987, 1995, 2014